# هایدی پششتاین
هایدی پششتاین (آلمانی: Heidi Pechstein؛ زادهٔ ۴ ژوئیهٔ ۱۹۴۴) شناگر اهل آلمان بود.
وی در مسابقات کشوری و بین‌المللی در مجموع برندهٔ ۲ مدال طلا، ۱ مدال نقره، ۱ مدال برنز شده‌است.